# Beauchastel
Beauchastel ist eine französische Gemeinde mit 1847 Einwohnern (Stand 1. Januar 2022) im Département Ardèche in der Region Auvergne-Rhône-Alpes; sie gehört zum Arrondissement Privas und zum Kanton Rhône-Eyrieux. Er liegt am Zufluss des Eyrieux in die Rhone und war dadurch häufig Opfer von Überschwemmungen des Eyrieux, bis 1860 ein Deich fertiggestellt wurde.

## Geografie
Die Gemeinde Beauchastel liegt an der Mündung des Flusses Eyrieux in die Rhone, unterhalb der Hügel der Cevennen. Nachbarkommunen sind La Voulte-sur-Rhône und Charmes-sur-Rhône. Nach Valence sind es 15 km, nach Privas 25 km. Nächstgrößte Stadt ist Guilherand-Granges in 13 Kilometern Entfernung Richtung Nordosten.

## Geschichte
Der Name des Ortes stammt von der Burg „Bel Castrum“ aus dem 12. Jahrhundert, die sich im Besitz der Herren von Retourtour und Briand befand. 1179 errichteten diese große Schutzwälle und auch die Burg oberhalb des Ortes wurde mit einem großen Bergfried ausgestattet. In dieser Zeit machte sich das Dorf auch einen Namen als wichtiger Umschlageplatz von Schiffsgütern. Die Gemeinde selbst war eine alte Baronie der Familie Sourbise, die bis zum 16. Jahrhundert von Tournon-sur-Rhône abhängig war. Passagen einer alten römischen Straße zeigen, dass der Ort schon in der Antike besiedelt war. Bekannt wurde die Gemeinde vor allem als eine von 70 Salzlagerstätten Frankreichs vom 16. bis ins 18. Jahrhundert.
1570 wurde die örtliche Kirche von Admiral de Coligny zerstört. In der Folge wurde Beauchastel Hochburg der Hugenotten, ein entsprechender Tempel wurde 1609 errichtet, die Festung 1620 verstärkt. Im Hugenottenkrieg aber, wurde der Ort und besonders die Burg fast vollkommen zerstört, so dass nur ein zur Hälfte stehender Bergfried und Umfassungsmauern davon übrig blieb. Die protestantische Bevölkerung musste die Gemeinde verlassen.
Der 1820 gebaute Deich schützte die Bürger endlich vor ständigen Überschwemmungen der Eyrieux, sodass sich im 19. Jahrhundert viele Menschen in der Ebene des Gebiets ansiedelten und Beauchastel wieder zu alter Größe anwuchs. Auch heute steigt die Einwohnerzahl noch stetig an, unterstützt von der Eröffnung eines hydroelektrischen Produktionswerkes.

### Bevölkerungsentwicklung
| Jahr                       | 1962 | 1968 | 1975 | 1982 | 1990 | 1999 | 2009 | 2017 |
| Einwohner                  | 1080 | 1064 | 1544 | 1614 | 1462 | 1565 | 1647 | 1822 |
| Quellen: Cassini und INSEE |      |      |      |      |      |      |      |      |

## Sehenswürdigkeiten
Beauchastel besitzt einen mittelalterlichen Ortskern mit einem Stadttor aus dem 12. Jahrhundert, direkt unter einem Hügel gelegen, der im 20. Jahrhundert restauriert wurde mit antiken Häusern und verzweigten Gassen. Die Burg ist nur noch als Ruine erhalten. Die Ruinen der Burg Pierregourde aus dem 13. Jahrhundert sind im Nachbarort Gilhac-et-Bruzac zu besichtigen, ebenso das Haus von Gurlhie, geschmückt mit Figuren aus Stahlbeton. Das Freilichttheater oberhalb des Dorfes sowie die neue Kirche von 1761 sind beliebte Ausflugsziele. Die Gemeinde verfügt außerdem über eine Schiffsschleuse und einen religiösen Tempel.
In Beauchastel gibt es noch zwei Museen zu besuchen. Das Musée de la vie ardéchoise, zeigt anschaulich, wie die Menschen in diesem Département lebten, von der Antike bis zum 21. Jahrhundert, während das Musée de Patrimoine die Kulturerben der Umgebung vorstellt und außerdem einen ganzen Ausstellungsraum der Kunst des Angelns gewidmet hat.

## Persönlichkeiten
Der amerikanische Autor Mark Twain (1835–1910) verbrachte 1892 eine Nacht in einem kleinen Hotel des Ortes und ließ sich von der Landschaft bei Sonnenaufgang inspirieren.